# Goriče, Vernberk
Goriče (nemško Goritschach) je naselje v Občini Vernberk v Okraju Beljak-dežela na Koroškem v Avstriji.